# Шаровка (усадьба)
Шаровский дворец — белокаменная постройка конца XIX века неоготического стиля, бывшая помещичья усадьба. Расположена в пгт Шаровка Богодуховского района Харьковской области на берегу реки Мерчик.
Усадьба основана в деревне Шаровка в 1836 году помещиком Саввой Ольховским. Будучи майором в отставке, Савва Васильевич получил деревню от Екатерины II.
Позже имение было проиграно в карты (по другой версии просто продано) братьям Гебенштрейтам. За время владения усадьбой братья ремонтировали сам дом, достроили теплицы, ворота, ограду и домик для стражи. А один из братьев, Христиан — ботаник-любитель, увлекся созданием парка вокруг усадьбы, и наполнил его экзотическими растениями. Парк площадью около 40 га располагается на склонах большой балки.
В 1881 году усадьбу приобрел богатый сахарозаводчик Леопольд Кёниг, и вместе с сыновьями продолжил её усовершенствование: расширил и обогатил уже имеющиеся строения и парки, пригласив для этого известных и модных европейских специалистов. Окончательный свой вид как внешне, так и внутренне, усадьба приобрела к 1912 году. Хотя уже в советские 1920—1924 годах к восточному фасаду была пристроена двухэтажная остекленная веранда.
В 1917 году имение было национализировано, а в 1925 году в комплексе был создан один из областных санаториев для больных туберкулёзом.
В начале 2009 года все больные были перевезены из Шаровки в диспансер в Занки Змиевского района. И была запланирована реставрация и дезинфекция комплекса. Однако в конце 2009 года Харьковский облсовет значительно сократил ранее планируемый для реставрационных работ усадьбы бюджет, и ныне основная часть строений усадьбы и парк пришли в окончательный упадок.
Наибольший интерес представляет Шаровский дворец. Белокаменный господский дом выполнен в неоготическом стиле, расположен на холме, и является центром всего комплекса. В свое время во дворце находились 26 комнат и 3 большие залы, убранство которых поражало своей роскошью: мраморные камины, лепнина, росписи, изящная резьба по темному дубу, драгоценный паркет. Здесь устраивались балы и играли спектакли. Дворец принимал именитых гостей.
Сейчас Шаровский дворец — единственная часть комплекса, которая реставрировалась за последние 15 лет.

## Галерея
- Оранжерея
- Общий вид
- Дворцово-парковый ансамбль
- Гостиная
- Альтанка